# ТЕС Бемпур
27°13′40″ пн. ш. 60°29′24″ сх. д. / 27.22778° пн. ш. 60.49000° сх. д.
ТЕС Бемпур — іранська теплова електростанція на південному сході країни в провінції Сиістан і Белуджистан, поблизу міста Іраншехр.
У 2012 та 2014 роках на майданчику ТЕС ввели в експлуатацію дві встановлені на роботу у відкритому циклі газові турбіни потужністю по 162 МВт.
Згодом станція може бути перетворена на парогазову комбінованого циклу шляхом додавання однієї парової турбіни потужністю 160 МВт, яка отримуватиме живлення через котли-утилізатори від двох газових турбін.
Як паливо ТЕС використовує природний газ, що надходить до Іраншехру по трубопроводу IGAT VII.
Видача продукції відбувається по ЛЕП, розрахованій на роботу під напругою 230 кВ.
Можливо також відзначити, що поряд зі станцією Бемпур розташований майданчик ТЕС Іраншехр.